# Rhamphomyia albidiventris
Rhamphomyia albidiventris là một loài ruồi nhảy trong họ Empididae. Nó có phạm vi phân bố hạn chế. Nó được ghi nhận ở Đại Anh, Đức, Áo, Slovakia, Bosnia, Phần Lan và miền trung Nga.

## Hình ảnh

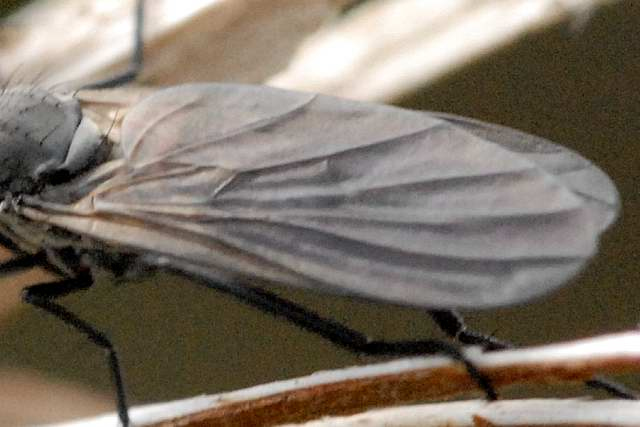